# Porženski pogost
Porženski pogost je pogost u blizini rijeke Porženke u Nacionalnom parku Kenozerski u Rusiji, s nekoliko drvenih vjerskih građevina iz 18. stoljeća, okruženih djelomično očuvanom ogradom. Administrativno se nalazi u Plesetskom rajonu Arhangelske oblasti. Porženski pogost nalazi se na periferiji napuštenog sela Porženskoje, na vrhu brda, usred malog polja. Pogost je izgrađen na osamljenom poganskom mjestu i uključuje crkvu iz 18. stoljeća sa zvonikom, oponašajući ruski arhitektonski stil 16. i 17. stoljeća.
Pogost je ruska vlada proglasila arhitektonskim spomenikom od saveznog značaja (#2910079000).

## Vanjske poveznice
|  | Zajednički poslužitelj ima još gradiva o temi Porženski pogost |